# Nati il 24 ottobre

## I secolo(1)
- 51 - Domiziano, imperatore romano († 96)

## XIV secolo(2)
- 1378 - David Stewart, Duca di Rothesay, nobile scozzese († 1402)
- 1399 - Pier Candido Decembrio, letterato, funzionario e traduttore italiano († 1477)

## XV secolo(4)
- 1431 - Ercole I d'Este, duca italiano († 1505)
- 1483 - Giovanni da Empoli, mercante e viaggiatore italiano († 1518)
- 1497 - Benedetto Accolti il Giovane, cardinale e arcivescovo cattolico italiano († 1549)
- 1498 - Sigismondo I Malatesta, condottiero italiano († 1543)

## XVI secolo(9)
- 1503 - Isabella d'Aviz († 1539)
- 1515 - Gianantonio Capizucchi, cardinale e vescovo cattolico italiano († 1569)
- 1561 - Anthony Babington, nobile inglese († 1586)
- 1575 - Pierre de Conty d'Argencour, ingegnere militare francese († 1655)
- 1578 - Alessandro Rangoni, vescovo cattolico italiano († 1640)
- 1581 - Gregorio Naro, cardinale e vescovo cattolico italiano († 1634)
- 1589 - Innocenzo da Caltagirone, presbitero e religioso italiano († 1655)
- 1593 - Francesco Albizzi, cardinale italiano († 1684)
- 1598 - Cornelis van Kittensteyn, incisore e disegnatore olandese († 1652)

## XVII secolo(15)
- 1601 - Alvise Contarini, doge († 1684)
- 1607 - Jan Lievens, pittore olandese († 1674)
- 1621 - Serafina di Dio, mistica italiana († 1699)
- 1632 - Antoni van Leeuwenhoek, ottico e naturalista olandese († 1723)
- 1632 - Pier Marino Sormani, vescovo cattolico italiano († 1702)
- 1646 - Ferdinando Moncada Gaetani, nobile e politico italiano († 1712)
- 1658 - Marko Gerbec, medico e scienziato sloveno († 1718)
- 1667 - Sofia Cristiana di Wolfstein, nobile tedesca († 1737)
- 1668 - Petr Brandl, pittore boemo († 1735)
- 1674 - Luigi Ottone di Salm, conte († 1738)
- 1675 - Richard Temple, I visconte Cobham, militare e politico britannico († 1749)
- 1683 - Charles Alston, botanico e medico scozzese († 1760)
- 1687 - Tommaso Aceti, vescovo cattolico, bibliotecario e filologo italiano († 1749)
- 1694 - Maria Carolina del Liechtenstein, principessa austriaca († 1735)
- 1699 - Giuseppe Grisoni, pittore fiammingo († 1769)

## XVIII secolo(43)
- 1701 - Robert Spencer, IV conte di Sunderland, nobile britannico († 1729)
- 1708 - Maria Enrichetta de La Tour d'Auvergne, nobile francese († 1728)
- 1710 - Alban Butler, presbitero, teologo e biografo inglese († 1773)
- 1712 - Giovanna di Holstein-Gottorp, principessa tedesca († 1760)
- 1713 - Marie Fel, soprano francese († 1794)
- 1721 - Quirino Gasparini, compositore italiano († 1778)
- 1723 - Alejandro O'Reilly, generale e politico irlandese († 1794)
- 1725 - Maurizio Giuseppe Turinetti di Pertengo, nobile italiano († 1798)
- 1731 - François de Cuvilliés il Giovane, architetto e incisore tedesco († 1777)
- 1732 - Cristina Roccati, fisica e poetessa italiana († 1797)
- 1734 - Anna Göldi, svizzera († 1782)
- 1736 - Angelo Mozzillo, pittore italiano
- 1739 - Anna Amalia di Brunswick-Wolfenbüttel, nobile tedesca († 1807)
- 1757 - Francesco Maria Benedetto Amat Manca, politico e militare italiano († 1830)
- 1764 - Dorothea Schlegel, scrittrice e traduttrice tedesca († 1839)
- 1765 - Raffaele Mazio, cardinale italiano († 1832)
- 1767 - Jacques Laffitte, politico e banchiere francese († 1844)
- 1770 - Carlo Emanuele di Savoia-Carignano, principe italiano († 1800)
- 1771 - Juan Francisco Marco y Catalán, cardinale spagnolo († 1841)
- 1775 - Bahadur Shah II, imperatore indiano († 1862)
- 1783 - Ekaterina Semënovna Voroncova, nobildonna russa († 1856)
- 1784 - Moses Montefiore, imprenditore e filantropo italiano († 1885)
- 1785 - Thomas Brown, politico statunitense († 1867)
- 1786 - Carlo Bartolomeo Bermondi, magistrato e politico italiano († 1855)
- 1786 - Giovanni De Min, pittore e incisore italiano († 1859)
- 1787 - Pietro Ferrabini, pittore italiano († 1869)
- 1788 - Jacob Gijsbertus Samuël van Breda, biologo e docente olandese († 1867)
- 1788 - Sarah Josepha Hale, scrittrice, attivista e editrice statunitense († 1879)
- 1788 - Luigi Domeniconi, attore teatrale italiano († 1868)
- 1788 - Francesco Facchini, medico, botanico e naturalista italiano († 1852)
- 1788 - Giovanni Battista Spotorno, storico e letterato italiano († 1844)
- 1788 - Rafael Urdaneta, militare e politico venezuelano († 1845)
- 1789 - Michel Félix Dunal, docente, botanico e micologo francese († 1856)
- 1792 - Richard K. Call, politico e generale statunitense († 1862)
- 1793 - Francesco Guardabassi, patriota e politico italiano († 1871)
- 1794 - Friedrich von Gagern, generale tedesco († 1848)
- 1795 - Giuseppe Bofondi, cardinale italiano († 1867)
- 1796 - Girolamo Gargiolli, letterato e politico italiano († 1869)
- 1796 - August von Platen-Hallermünde, poeta e drammaturgo tedesco († 1835)
- 1796 - David Roberts, pittore britannico († 1864)
- 1797 - Štefan Moyzes, vescovo cattolico e pedagogo slovacco († 1869)
- 1798 - Massimo d'Azeglio, politico, patriota e pittore italiano († 1866)
- 1799 - Sansone Valobra, chimico italiano († 1883)

## XIX secolo(155)
- 1803 - Henri de Triqueti, scultore francese († 1874)
- 1804 - Giovanni Andrea D'Andrea, giurista italiano († 1879)
- 1804 - Wilhelm Eduard Weber, fisico tedesco († 1891)
- 1804 - Luisa Carlotta di Borbone-Due Sicilie, principessa († 1844)
- 1806 - Maximilian Joseph von Tarnóczy, cardinale e arcivescovo cattolico austriaco († 1876)
- 1808 - Ernst Friedrich Richter, musicista tedesco († 1879)
- 1808 - John Sartain, incisore britannico († 1897)
- 1809 - Gabriello Carnazza Puglisi, giurista, patriota e politico italiano († 1880)
- 1811 - Ferdinand Hiller, compositore, direttore d'orchestra e critico musicale tedesco († 1885)
- 1811 - Friedrich Anton Wilhelm Miquel, botanico olandese († 1871)
- 1811 - Antonio Montanari, politico e saggista italiano († 1898)
- 1811 - Georg August Wallin, orientalista e esploratore finlandese († 1852)
- 1814 - Eduard Baltzer, religioso, teologo e scrittore tedesco († 1887)
- 1814 - Antonio Flamini Carradori, imprenditore e politico italiano († 1882)
- 1814 - Rafael Carrera, generale e politico guatemalteco († 1865)
- 1814 - Luigi Masi, militare, patriota e politico italiano († 1872)
- 1816 - Cesare Braico, patriota, medico e politico italiano († 1887)
- 1816 - Giacomo Maria Manzoni, bibliografo e politico italiano († 1889)
- 1817 - Hippolyte Mège-Mouriès, chimico e inventore francese († 1880)
- 1818 - Vittorio Del Carretto di Balestrino, politico italiano († 1893)
- 1820 - Eugène Fromentin, pittore e scrittore francese († 1876)
- 1823 - Luigi Corti, politico e diplomatico italiano († 1888)
- 1823 - James M. Smith, politico statunitense († 1890)
- 1825 - Laura Bon, attrice teatrale italiana († 1904)
- 1825 - Giuseppe Brambilla, politico, patriota e giornalista italiano († 1886)
- 1826 - Léopold Victor Delisle, bibliotecario, storico e diplomatista francese († 1910)
- 1827 - George Robinson, I marchese di Ripon, politico e diplomatico britannico († 1909)
- 1828 - Michail Grigor'evič Černjaev, generale russo († 1898)
- 1829 - Takechi Hanpeita, samurai giapponese († 1865)
- 1829 - Maurizio di Sassonia-Altenburg, nobile tedesco († 1907)
- 1830 - Belva Lockwood, avvocata, educatrice e scrittrice statunitense († 1917)
- 1830 - Giovanni Cadolini, patriota e politico italiano († 1917)
- 1830 - Marianne North, illustratrice e naturalista britannica († 1890)
- 1831 - Felice Garelli, politico italiano († 1903)
- 1834 - Demetrio Baffa, patriota italiano († 1911)
- 1837 - Karl von Huene, politico prussiano († 1900)
- 1838 - Annie Edson Taylor, insegnante statunitense († 1921)
- 1838 - Emil Frey, militare, politico e ambasciatore svizzero († 1922)
- 1839 - Giacinto da Belmonte, monaco cristiano, presbitero e scrittore italiano († 1899)
- 1840 - Eliza Pollock, arciera statunitense († 1919)
- 1840 - Paul Viollet, storico, archivista e bibliotecario francese († 1914)
- 1842 - Nikolaj Menšutkin, chimico russo († 1907)
- 1842 - Friedrich Paul Nerly, pittore italiano († 1919)
- 1843 - Henryk Siemiradzki, pittore polacco († 1902)
- 1843 - Pietro Tempestini, fotografo italiano († 1917)
- 1844 - Karl Lueger, politico austriaco († 1910)
- 1845 - Russell Bassett, attore statunitense († 1918)
- 1845 - Antonio Marazzi, diplomatico e antropologo italiano († 1931)
- 1845 - Melchior Neumayr, geologo e paleontologo austriaco († 1890)
- 1846 - Achille Luchaire, filologo e medievista francese († 1908)
- 1850 - Emile Gillieron, archeologo, progettista e artista svizzero († 1924)
- 1850 - Camillo Tiberio, vescovo cattolico italiano († 1915)
- 1851 - Giuseppina Pasqua, mezzosoprano e contralto italiano († 1930)
- 1852 - Daria Vecchi Rubboli, ceramista e artigiana italiana († 1929)
- 1853 - J. P. Postgate, latinista e grecista britannico († 1926)
- 1853 - Friedrich Pourtalès, diplomatico tedesco († 1928)
- 1854 - Gunnar Berndtson, pittore finlandese († 1895)
- 1854 - Louis Braquaval, pittore francese († 1919)
- 1854 - Miksa Déri, ingegnere ungherese († 1938)
- 1854 - Hendrik Willem Bakhuis Roozeboom, chimico olandese († 1907)
- 1854 - Dmitrij Savel'evič Šuvaev, generale e politico russo († 1937)
- 1855 - Emilio Motta, storico e numismatico svizzero († 1920)
- 1855 - James S. Sherman, politico statunitense († 1912)
- 1857 - Tommaso Vitrioli, pittore italiano († 1931)
- 1858 - Eugène Devic, neurologo francese († 1930)
- 1858 - Ebba Munck af Fulkila, nobildonna svedese († 1946)
- 1858 - Wilhelm Fliess, chirurgo tedesco († 1928)
- 1858 - Raffaello Menochio, storico e ingegnere italiano († 1943)
- 1858 - Giovanni Silvestri, imprenditore e dirigente d'azienda italiano († 1940)
- 1860 - Sholom Dovber Schneersohn, filosofo, mistico e rabbino russo († 1920)
- 1860 - Otto von Leitgeb, scrittore austriaco († 1951)
- 1861 - Aleksej Maksimovič Kaledin, generale russo († 1918)
- 1862 - Daniel Swarovski, imprenditore e inventore austriaco († 1956)
- 1863 - Arnold Rosé, violinista austriaco († 1946)
- 1863 - Adolfo Turchi, arcivescovo cattolico italiano († 1929)
- 1864 - Aleksej Andreevič Bjalynickij-Birulja, zoologo e esploratore russo († 1937)
- 1864 - Charles Sanford Terry, storico e musicologo inglese († 1936)
- 1865 - Gino Papini, decoratore italiano († 1927)
- 1865 - Riccardo Simonini, pediatra e epidemiologo italiano († 1942)
- 1865 - Bhagvat Singh, principe e medico indiano († 1944)
- 1868 - Maria Barbella, assassina italiana († 1950)
- 1868 - Giulio Ceretti, ingegnere e imprenditore italiano († 1934)
- 1868 - Charles Conder, pittore inglese († 1909)
- 1868 - Alexandra David-Néel, scrittrice e esploratrice francese († 1969)
- 1868 - Fritz Hoffmann-La Roche, imprenditore svizzero († 1920)
- 1868 - Teresa Mariani, attrice italiana († 1914)
- 1869 - Carmine Cesarano, arcivescovo cattolico italiano († 1935)
- 1870 - Charles de La Roncière, storico, scrittore e bibliotecario francese († 1941)
- 1872 - William Robert Daly, attore e regista statunitense († 1935)
- 1872 - Vincenzo La Bella, pittore italiano († 1954)
- 1872 - Peter O'Connor, triplista e lunghista britannico († 1957)
- 1873 - Edmund Taylor Whittaker, matematico britannico († 1956)
- 1875 - Marion Fairfax, sceneggiatrice, commediografa e montatrice statunitense († 1970)
- 1875 - Amedeo Perna, odontoiatra e politico italiano († 1948)
- 1876 - Josep Irla i Bosch, politico spagnolo († 1958)
- 1877 - Emilio Valvassori, dirigente sportivo e arbitro di calcio italiano († 1959)
- 1878 - Giovanni Formisano, poeta italiano († 1962)
- 1878 - Jean-Baptiste Lebas, politico francese († 1944)
- 1879 - Nicola Bombacci, politico e rivoluzionario italiano († 1945)
- 1879 - August Erker, canottiere statunitense († 1951)
- 1879 - Frances Maule Bjorkman, scrittrice e attivista statunitense († 1966)
- 1880 - Maria Ludovica De Angelis, religiosa italiana († 1962)
- 1880 - Tom Santschi, attore e regista statunitense († 1931)
- 1881 - Julien Josephson, sceneggiatore statunitense († 1959)
- 1881 - Giovanni Preziosi, politico italiano († 1945)
- 1882 - Ödön Bodor, velocista, mezzofondista e calciatore ungherese († 1927)
- 1882 - Hüsejn Cavid, poeta azero († 1941)
- 1882 - Francesco De Nicola, pittore e scultore italiano († 1961)
- 1882 - Paul Günther, tuffatore tedesco († 1959)
- 1882 - Emmerich Kálmán, compositore ungherese († 1953)
- 1882 - Sybil Thorndike, attrice britannica († 1976)
- 1882 - Kanae Yamamoto, pittore e incisore giapponese († 1946)
- 1883 - Walter Buch, magistrato tedesco († 1949)
- 1883 - Albert Châtelet, politico francese († 1960)
- 1883 - André Marquis, ammiraglio francese († 1957)
- 1886 - Augusto Agazzi, avvocato e politico italiano
- 1886 - Delmira Agustini, poetessa uruguaiana († 1914)
- 1886 - Gaspare Ambrosini, politico, magistrato e costituzionalista italiano († 1985)
- 1886 - Grigorij Konstantinovič Ordžonikidze, politico e rivoluzionario sovietico († 1937)
- 1887 - Giuseppe Armellini, astronomo italiano († 1958)
- 1887 - Octave Lapize, ciclista su strada, ciclocrossista e pistard francese († 1917)
- 1887 - Vittoria Eugenia di Battenberg, regina († 1969)
- 1888 - Carlo Bergamini, ammiraglio italiano († 1943)
- 1888 - Anders Haugen, sciatore nordico statunitense († 1984)
- 1888 - Maurice Janet, matematico francese († 1983)
- 1888 - Marek Weber, violinista tedesco († 1964)
- 1889 - Heino von Heimburg, ammiraglio e giudice tedesco († 1945)
- 1889 - Clovis Trouille, pittore francese († 1975)
- 1890 - Alois Puff, militare e politico austriaco († 1973)
- 1890 - Thomas Tien Ken-sin, cardinale e arcivescovo cattolico cinese († 1967)
- 1891 - Pierre Bertin, attore francese († 1984)
- 1891 - Enea Dal Fiume, ciclista su strada italiano († 1966)
- 1891 - Liam Gogan, poeta irlandese († 1979)
- 1891 - Rafael Leónidas Trujillo, politico e generale dominicano († 1961)
- 1892 - Marius Casadesus, violinista e compositore francese († 1981)
- 1892 - Rafael Hernández Marín, compositore portoricano († 1965)
- 1892 - Åke Thelning, cavaliere svedese († 1979)
- 1893 - Merian C. Cooper, regista, sceneggiatore e produttore cinematografico statunitense († 1973)
- 1893 - Kurt Huber, antifascista tedesco († 1943)
- 1894 - Rudolph Cameron, attore statunitense († 1958)
- 1894 - Edward Celestin Daly, vescovo cattolico statunitense († 1964)
- 1894 - Enea Guarneri, militare italiano († 1918)
- 1894 - Ployer Peter Hill, aviatore e militare statunitense († 1935)
- 1895 - Pierre de Polignac, duca († 1964)
- 1896 - József Gera, politico e medico ungherese († 1946)
- 1896 - Marjorie Joyner, imprenditrice, parrucchiera e attivista statunitense († 1994)
- 1897 - Aristide Merloni, imprenditore e politico italiano († 1970)
- 1897 - Willem Sandberg, grafico olandese († 1984)
- 1898 - Felix Manthey, ciclista su strada tedesco († 1971)
- 1898 - Peng Dehuai, politico e generale cinese († 1974)
- 1899 - Ferhat Abbas, politico algerino († 1985)
- 1899 - Paul Wagner, attore tedesco († 1970)
- 1900 - I. Stanford Jolley, attore statunitense († 1978)
- 1900 - Henry Sturgis Morgan, banchiere statunitense († 1982)
- 1900 - Joseph Nemours Pierre-Louis, magistrato e politico haitiano († 1966)

## XX secolo(857)
- 1901 - František Císař, calciatore cecoslovacco († 1928)
- 1901 - Carletto Gambarotta, calciatore italiano († 1996)
- 1901 - Gilda Gray, ballerina e attrice polacca († 1959)
- 1901 - Zygmunt Puławski, ingegnere polacco († 1931)
- 1901 - Gabriele Sartori, religioso e militare italiano († 1990)
- 1902 - Letterio Catapano, calciatore italiano († 1979)
- 1902 - Oronzo Reale, politico italiano († 1988)
- 1903 - Pramathesh Chandra Barua, regista, attore e sceneggiatore indiano († 1951)
- 1903 - Raymond Flacher, schermidore francese († 1969)
- 1903 - Joseph John Marus, conduttore radiofonico, giornalista e antifascista britannico († 1952)
- 1903 - Charlotte Perriand, architetta e designer francese († 1999)
- 1903 - Melvin Purvis, avvocato e poliziotto statunitense († 1960)
- 1904 - Madeleine Delbrêl, mistica e poetessa francese († 1964)
- 1904 - Moss Hart, commediografo e regista teatrale statunitense († 1961)
- 1904 - Ewald Riebschläger, tuffatore tedesco († 1993)
- 1905 - Antonio Carcaterra, politico e giurista italiano († 1993)
- 1905 - Pierre Frank, politico francese († 1984)
- 1906 - Eugenio Bronzetti, fotografo italiano († 1997)
- 1906 - Louis Cazal, calciatore francese († 1945)
- 1906 - Aleksandr Osipovič Gel'fond, matematico sovietico († 1968)
- 1906 - Ermanno Silvano, arbitro di calcio italiano († 1953)
- 1906 - Gualberto Titta, scrittore e attore italiano († 1999)
- 1907 - Renata Debenedetti, scrittrice e traduttrice italiana († 1998)
- 1907 - Vladimir Ivanovič Gerasimov, regista cinematografico sovietico († 1989)
- 1907 - Giuseppe Medici, economista e politico italiano († 2000)
- 1907 - Bruno Munari, artista, designer e scrittore italiano († 1998)
- 1907 - Renato Sanero, allenatore di calcio e calciatore italiano († 1987)
- 1907 - Raffaele Testa, presbitero e militare italiano († 1943)
- 1907 - Gustav Tögel, calciatore austriaco († 1981)
- 1908 - Titus Burckhardt, filosofo svizzero († 1984)
- 1908 - Aleksej Michajlovič Isaev, ingegnere sovietico († 1971)
- 1908 - Antonio Nicotra, attore italiano († 2002)
- 1908 - Leon Suryn, militare e aviatore polacco († 1985)
- 1908 - John Tuzo Wilson, geologo e geofisico canadese († 1993)
- 1909 - Bill Carr, velocista statunitense († 1966)
- 1909 - Guillermo Douglas, canottiere uruguaiano († 1967)
- 1910 - Gunter d'Alquen, giornalista e militare tedesco († 1998)
- 1910 - Alessandro Arcangeli, politico italiano († 1954)
- 1910 - Paul Joseph Marie Gouyon, cardinale e arcivescovo cattolico francese († 2000)
- 1910 - Sverre Marstrander, archeologo norvegese († 1986)
- 1911 - Luigi Boccadoro, vescovo cattolico italiano († 1998)
- 1911 - Paul Grégoire, cardinale e arcivescovo cattolico canadese († 1993)
- 1911 - Achille Piccini, allenatore di calcio e calciatore italiano († 1995)
- 1911 - Sonny Terry, armonicista e attore statunitense († 1986)
- 1911 - Nathaniel Wyeth, ingegnere chimico e inventore statunitense († 1990)
- 1911 - Vittorio Zampedri, calciatore italiano († 1943)
- 1912 - Silviu Bindea, calciatore rumeno († 1992)
- 1912 - Raffaele Briega Morales, religioso spagnolo († 1936)
- 1912 - Hermann Graf, aviatore e ufficiale tedesco († 1988)
- 1912 - Chaim Hirszman, superstite dell'Olocausto polacco († 1946)
- 1913 - Tito Gobbi, baritono, attore e regista italiano († 1984)
- 1913 - Vittorio Piscopo, pittore e scenografo italiano († 2004)
- 1914 - Charles Anderson, cavaliere statunitense († 1993)
- 1914 - Reginald Kernan, attore cinematografico statunitense († 1983)
- 1914 - Léon Le Roux, cestista belga
- 1914 - Lakshmi Sahgal, ufficiale, medico e politica indiana († 2012)
- 1914 - Dov Yermiya, militare e attivista israeliano († 2016)
- 1914 - Gonzalo di Borbone-Spagna, spagnolo († 1934)
- 1914 - František Čapek, canoista cecoslovacco († 2008)
- 1915 - Amerigo Gomez, giornalista e regista radiofonico italiano († 1964)
- 1915 - Bob Kane, fumettista e pittore statunitense († 1998)
- 1915 - Boyd Morgan, attore e stuntman statunitense († 1988)
- 1915 - Oreste Piccioni, fisico italiano († 2002)
- 1915 - Claudio Vacca, calciatore e allenatore di calcio argentino († 1995)
- 1916 - Janny Brandes-Brilleslijper, olandese († 2003)
- 1916 - Robert Gascoyne-Cecil, VI marchese di Salisbury, nobile e politico inglese († 2003)
- 1916 - Alfred Gerdes, hockeista su prato tedesco († 2006)
- 1917 - John Alvin, attore statunitense († 2009)
- 1917 - Mario Bracco, biochimico e partigiano italiano († 1980)
- 1917 - Alba Dell'Acqua Rossi, partigiana italiana († 2011)
- 1917 - Amelio Gambini, calciatore italiano († 1982)
- 1917 - Marshall Goldberg, giocatore di football americano statunitense († 2006)
- 1918 - Rafael Iriondo, allenatore di calcio e calciatore spagnolo († 2016)
- 1918 - Iryna Mel'nykova, storica ucraina († 2010)
- 1918 - Doreen Tovey, scrittrice inglese († 2008)
- 1919 - Gina Borellini, partigiana e politica italiana († 2007)
- 1919 - Polina Vladimirovna Gelman, aviatrice russa († 2005)
- 1919 - Rita Karin, attrice polacca († 1993)
- 1919 - Friedrich Kuhn, bobbista tedesco († 2005)
- 1919 - Pentti Lammio, pattinatore di velocità su ghiaccio finlandese († 1999)
- 1919 - Frank Piasecki, ingegnere e imprenditore statunitense († 2008)
- 1920 - Cesare Benedetti, calciatore e pittore italiano († 2002)
- 1920 - Robert-Joseph Coffy, cardinale e arcivescovo cattolico francese († 1995)
- 1920 - Jan Elzinga, poliziotto olandese
- 1920 - Doug Flack, calciatore inglese († 2005)
- 1920 - Tristano Manacorda, fisico italiano († 2008)
- 1920 - Wendell Marshall, contrabbassista statunitense († 2002)
- 1920 - Enea Pavani, giocatore di curling italiano († 1998)
- 1920 - Marcel Schützenberger, matematico francese († 1996)
- 1921 - Anselmo Aramberri, calciatore spagnolo († 2000)
- 1921 - Ted Ditchburn, calciatore inglese († 2005)
- 1921 - Gianandrea Gropplero di Troppenburg, aviatore, militare e partigiano italiano († 2008)
- 1921 - Sena Jurinac, soprano austriaco († 2011)
- 1921 - Martin James Monti, militare statunitense († 2000)
- 1921 - Nadežda Viktorovna Trojan, militare sovietica († 2011)
- 1921 - Giorgina di Wilczek, principessa austriaca († 1989)
- 1922 - Alfredo Azzaroni, politico, scrittore e giornalista italiano († 1992)
- 1922 - Charlie Brown, militare e aviatore statunitense († 2008)
- 1922 - Werner Buchholz, ingegnere tedesco († 2019)
- 1922 - Vittorio Casaretti, calciatore italiano
- 1922 - Attilio Fierro, politico e ingegnere italiano († 1988)
- 1922 - Marija Polivanova, militare sovietica († 1942)
- 1923 - Denise Levertov, scrittrice e poetessa britannica († 1997)
- 1923 - Giovanni Meo Zilio, ispanista, linguista e politico italiano († 2006)
- 1923 - Piero Orlandini, archeologo italiano († 2010)
- 1924 - George Amick, pilota automobilistico statunitense († 1959)
- 1924 - Sebastiano Pappalardo, imprenditore italiano († 2010)
- 1924 - Fuat Sezgin, orientalista turco († 2018)
- 1924 - Ildebrando Vivanti, partigiano italiano († 1944)
- 1925 - Bob Azzam, cantante egiziano († 2004)
- 1925 - Luciano Berio, compositore italiano († 2003)
- 1925 - Al Feldstein, scrittore, fumettista e pittore statunitense († 2014)
- 1925 - Pietro Gamba, fumettista e illustratore italiano († 2008)
- 1925 - Chiaretta Gelli, cantante e attrice italiana († 2007)
- 1925 - Toshio Iwatani, calciatore giapponese († 1970)
- 1925 - Virgilio Marzot, dirigente sportivo italiano († 2003)
- 1925 - Alberto Sciotti, poeta, paroliere e drammaturgo italiano († 1998)
- 1925 - Tomonori Toyofuku, scultore e designer giapponese († 2019)
- 1925 - Ieng Sary, politico, diplomatico e rivoluzionario cambogiano († 2013)
- 1926 - Rafael Azcona, sceneggiatore spagnolo († 2008)
- 1926 - Beppe Berti, giornalista italiano († 2010)
- 1926 - Gastone Lottieri, direttore di banda italiano († 2000)
- 1926 - Corrado Olmi, attore e scenografo italiano († 2020)
- 1926 - Y.A. Tittle, giocatore di football americano statunitense († 2017)
- 1926 - Luigi Traini, calciatore e allenatore di calcio italiano († 1992)
- 1927 - Domenico Amoroso, vescovo cattolico italiano († 1997)
- 1927 - Gilbert Bécaud, cantante, pianista e compositore francese († 2001)
- 1927 - Walter Monier, partigiano, giornalista e traduttore italiano († 2009)
- 1927 - Park Tae-joon, politico, militare e imprenditore sudcoreano († 2011)
- 1927 - Jean-Claude Pascal, cantante, attore e stilista francese († 1992)
- 1927 - Anton Salvesen, slittinista norvegese († 1994)
- 1928 - Valerio Miroglio, artista italiano († 1991)
- 1928 - Jürgen Untermann, filologo e epigrafista tedesco († 2013)
- 1929 - Jean Allison, attrice statunitense († 2024)
- 1929 - Hubert Aquin, scrittore, regista e saggista canadese († 1977)
- 1929 - George Crumb, compositore e pianista statunitense († 2022)
- 1929 - Jordan Radičkov, scrittore bulgaro († 2004)
- 1930 - Ahmad Shah di Pahang, sovrano malaysiano († 2019)
- 1930 - Jack Angel, attore, doppiatore e conduttore radiofonico statunitense († 2021)
- 1930 - The Big Bopper, cantautore e disc jockey statunitense († 1959)
- 1930 - Johan Galtung, sociologo e matematico norvegese († 2024)
- 1930 - Eugênio German, scacchista brasiliano († 2001)
- 1930 - Gerd Konzag, cestista tedesco († 2024)
- 1930 - Rafael Souto, ex calciatore uruguaiano
- 1931 - Sofija Asgatovna Gubajdulina, musicista e compositrice russa († 2025)
- 1931 - Maria Magnani Noya, politica italiana († 2011)
- 1931 - Ken Utsui, attore giapponese († 2014)
- 1932 - Stephen Covey, educatore e scrittore statunitense († 2012)
- 1932 - Pierre-Gilles de Gennes, fisico francese († 2007)
- 1932 - Johnny Lattner, giocatore di football americano statunitense († 2016)
- 1932 - Adrian Mitchell, poeta, romanziere e drammaturgo inglese († 2008)
- 1932 - Robert Mundell, economista canadese († 2021)
- 1932 - Rosamaria Murtinho, attrice brasiliana
- 1932 - János Parti, canoista ungherese († 1999)
- 1932 - Vincenzo Randi, medico e politico italiano († 1977)
- 1932 - Ziraldo, fumettista, giornalista e scrittore brasiliano († 2024)
- 1933 - Simon Benetton, scultore, pittore e poeta italiano († 2016)
- 1933 - Bruno Cesari, scenografo italiano († 2004)
- 1933 - Giancarlo Dalla Grana, dirigente sportivo italiano († 2024)
- 1933 - Thomas Dunne, militare britannico († 2025)
- 1933 - Gemelli Kray, mafioso britannico († 2000)
- 1933 - Enzo Robutti, attore italiano († 2022)
- 1933 - Norman Rush, scrittore statunitense
- 1933 - Sante Zennaro, operaio italiano († 1956)
- 1934 - Bruce Barry, attore e cantante australiano († 2017)
- 1934 - Fritz Briel, canoista tedesco († 2017)
- 1934 - Wally Herbert, esploratore e scrittore britannico († 2007)
- 1934 - Tony Walton, costumista e scenografo britannico († 2022)
- 1934 - Juanita Wright, wrestler statunitense († 1996)
- 1935 - Malcolm Bilson, pianista e musicologo statunitense
- 1935 - Karen Blanguernon, attrice e scrittrice francese († 1996)
- 1935 - Antonino Calderone, mafioso e collaboratore di giustizia italiano († 2013)
- 1935 - Guido Canali, architetto italiano
- 1935 - Raffaello De Ruggieri, politico italiano
- 1935 - Roberto De Vecchi, politico italiano († 2023)
- 1935 - Marisa Geroni, cestista italiana († 2014)
- 1935 - Sergio Grea, scrittore italiano
- 1935 - Manlio Masu, pittore e insegnante italiano († 2025)
- 1935 - Hanna Mikhail, attivista palestinese
- 1935 - Patrick D. Miller, biblista statunitense († 2020)
- 1935 - Philippe Morillon, politico francese
- 1936 - Rafael Batista Hernández, ex calciatore spagnolo
- 1936 - Pierre Gibert, presbitero francese († 2024)
- 1936 - Rafael Hernández Colón, politico portoricano († 2019)
- 1936 - S. William Hinzman, attore e direttore della fotografia statunitense († 2012)
- 1936 - Bill Wyman, bassista britannico
- 1937 - Ladislau Biernaski, vescovo cattolico brasiliano († 2012)
- 1937 - Jozef Jankech, allenatore di calcio e ex calciatore slovacco
- 1938 - Venedikt Vasil'evič Erofeev, scrittore sovietico († 1990)
- 1938 - Fernand Goyvaerts, calciatore belga († 2004)
- 1938 - Klaus Matischak, ex calciatore tedesco
- 1938 - Francesco Zani, ex rugbista a 15 italiano
- 1939 - F. Murray Abraham, attore statunitense
- 1939 - Lesja Dyčko, compositrice ucraina
- 1939 - Susan Gray, nuotatrice statunitense († 2019)
- 1939 - Paula Gunn Allen, scrittrice, poetessa e critica letteraria statunitense († 2008)
- 1939 - Madalena Iglésias, cantante e attrice portoghese († 2018)
- 1939 - Chai Muengsingh, cantante e attore thailandese
- 1939 - Pak Pong-ju, politico nordcoreano
- 1939 - Jean Peyrelevade, imprenditore francese
- 1940 - Giacomo Bulgarelli, calciatore italiano († 2009)
- 1940 - Fabio Masala, educatore, critico cinematografico e giornalista italiano († 1994)
- 1940 - Víctor Mendoza Orozco, ex calciatore messicano
- 1940 - Rafał Piszcz, canoista polacco († 2012)
- 1941 - Peter Takeo Okada, arcivescovo cattolico giapponese († 2020)
- 1941 - Alessandro Triulzi, storico e africanista italiano
- 1941 - Luciano Turi, attore italiano
- 1941 - Ulis Williams, ex velocista statunitense
- 1942 - Dinara Asanova, regista sovietica († 1985)
- 1942 - Rolf Blättler, calciatore e allenatore di calcio svizzero († 2024)
- 1942 - Maggie Blye, attrice statunitense († 2016)
- 1942 - Nicholas Mann, storico inglese
- 1942 - Raffaello Antonio Mecca, politico e insegnante italiano († 2024)
- 1942 - Gabriele Ranzato, storico italiano
- 1942 - Giampaolo Sodano, dirigente d'azienda, politico e giornalista italiano
- 1942 - Zygfryd Szołtysik, ex calciatore polacco
- 1942 - Fernando Vallejo, scrittore, saggista e regista colombiano
- 1943 - Martin Campbell, regista neozelandese
- 1943 - Sandra Conley, ex ballerina britannica
- 1943 - Bill Dundee, ex wrestler scozzese
- 1943 - Goffredo Mencagli, generale italiano
- 1943 - Carlo Senoner, ex sciatore alpino italiano
- 1943 - José Serrano, politico statunitense
- 1943 - Susan Shaw, ambientalista statunitense († 2022)
- 1943 - Carlo Simoni, attore italiano
- 1943 - Theodor Stolojan, economista e politico romeno
- 1943 - Ernesto Vegetti, bibliografo, saggista e animatore italiano († 2010)
- 1943 - Wojbor Andrzej Woyczyński, matematico polacco († 2021)
- 1943 - Khalil el-Yamani, ex cestista marocchino
- 1944 - Martti Ketelä, pentatleta e schermidore finlandese († 2002)
- 1944 - Viktor Prokopenko, allenatore di calcio e calciatore ucraino († 2007)
- 1944 - Ted Templeman, produttore discografico statunitense
- 1945 - Maria Del Monte, attrice e cantante italiana († 2022)
- 1945 - Katherine Dunn, scrittrice statunitense († 2016)
- 1945 - Jorma Pilkevaara, cestista finlandese († 2006)
- 1945 - Eugenie Scott, antropologa statunitense
- 1945 - Clive Walker, allenatore di calcio e ex calciatore inglese
- 1945 - Duain Wolfe, direttore di coro statunitense
- 1946 - Domenico Auricchio, politico italiano
- 1946 - John Bettis, paroliere e compositore statunitense
- 1946 - Jerry Edmonton, batterista canadese († 1993)
- 1946 - Raphaël Bedros XXI Minassian, patriarca cattolico libanese
- 1946 - Renato Valentini, sciatore alpino italiano († 2016)
- 1947 - Barbara Cassin, filologa, filosofa e germanista francese
- 1947 - Borislav Džaković, allenatore di pallacanestro serbo († 2019)
- 1947 - Boris Frumin, regista sovietico
- 1947 - Kevin Kline, attore statunitense
- 1947 - Derek Smethurst, ex calciatore sudafricano
- 1947 - Nikolaus del Liechtenstein, principe e diplomatico liechtensteinese
- 1948 - Phil Bennett, rugbista a 15 britannico († 2022)
- 1948 - Milziade Caprili, politico italiano († 2013)
- 1948 - Ezio Cardi, ex pistard italiano
- 1948 - Simonetta Licastro Scardino, politica italiana
- 1948 - Kishore Mahbubani, scrittore singaporiano
- 1948 - Ezio Mauro, giornalista italiano
- 1948 - Kweisi Mfume, politico statunitense
- 1948 - Robert Ouko, mezzofondista e velocista keniota († 2019)
- 1948 - Barry Ryan, cantante britannico († 2021)
- 1948 - Mario Sconcerti, giornalista e scrittore italiano († 2022)
- 1948 - Salvatore Varriale, ex giocatore di baseball, allenatore di baseball e dirigente sportivo italiano
- 1948 - Mario Vecchiato, ex martellista italiano
- 1949 - Francisco Rafael Arellano Félix, criminale messicano († 2013)
- 1949 - Flavio Cucchi, chitarrista italiano
- 1949 - Betulio González, ex pugile venezuelano
- 1949 - John Markoff, giornalista e scrittore statunitense
- 1949 - Keith Rowley, politico trinidadiano
- 1949 - Bia Sarasini, giornalista italiana († 2018)
- 1950 - Kōzō Arai, ex calciatore giapponese
- 1950 - Pietro Ciucci, dirigente d'azienda italiano
- 1950 - Asa Hartford, ex calciatore scozzese
- 1950 - Antonio Marcolini, calciatore e allenatore di calcio italiano († 2018)
- 1950 - May Pang, scrittrice statunitense
- 1950 - Bert Pronk, ciclista su strada olandese († 2005)
- 1950 - Gabriella Sica, poetessa e scrittrice italiana
- 1951 - Philip Candelas, matematico e fisico britannico
- 1951 - Takashi Gojobori, biologo e genetista giapponese
- 1951 - Meredith Hunter, statunitense († 1969)
- 1951 - Ekaterina Georgievna Novickaja, pianista russa
- 1951 - Walter Plaikner, ex slittinista italiano
- 1951 - Tamra Rosanes, cantante statunitense
- 1952 - Rafael Caro Quintero, criminale messicano
- 1952 - Mario De Biase, politico e manager italiano
- 1952 - Kevin Grant, allenatore di calcio e ex calciatore inglese
- 1952 - Fathi Kamel, ex cestista egiziano
- 1952 - Juan Morgado, ex calciatore spagnolo
- 1952 - Ney Rosauro, compositore, percussionista e musicologo brasiliano
- 1952 - Wojciech Rudy, ex calciatore polacco
- 1952 - Václav Sýkora, allenatore di hockey su ghiaccio e ex hockeista su ghiaccio ceco
- 1952 - Gianni Trevisan, allenatore di pallacanestro italiano
- 1952 - Jorge Zepeda Patterson, scrittore e giornalista messicano
- 1953 - John Barton, allenatore di calcio e calciatore inglese
- 1953 - Christoph Daum, calciatore e allenatore di calcio tedesco († 2024)
- 1953 - Cristoforo Monaco, allenatore di pallacanestro italiano
- 1953 - Erzsébet Szentesi, ex cestista ungherese
- 1954 - Carmine Abate, scrittore italiano
- 1954 - Cindy Breakspeare, modella, musicista e attrice giamaicana
- 1954 - Michel Caignet, traduttore, giornalista e editore francese
- 1954 - Francis Charneux, allenatore di pallacanestro francese
- 1954 - Ann Cleeves, scrittrice britannica
- 1954 - Doug Davidson, attore statunitense
- 1954 - Giuseppe Ferlito, regista, sceneggiatore e montatore italiano
- 1954 - Martin Baron, giornalista statunitense
- 1954 - Tallis Obed Moses, politico vanuatuano
- 1954 - Thomas Mulcair, politico canadese
- 1954 - Fernando Vázquez, allenatore di calcio spagnolo
- 1954 - Ioan Pop, ex schermidore rumeno
- 1954 - Mike Rounds, politico statunitense
- 1954 - Brad Sherman, politico statunitense
- 1954 - Malcolm Turnbull, ex politico e imprenditore australiano
- 1954 - Wang Jianlin, imprenditore cinese
- 1954 - Francis Zammit Dimech, politico maltese († 2025)
- 1954 - Silvia Fernández de Gurmendi, giudice, avvocata e diplomatica argentina
- 1954 - Zorica Đuđić, scrittrice, poeta e paroliera serba
- 1955 - Karen Austin, attrice statunitense
- 1955 - Francesco Basile, medico italiano
- 1955 - Marco Bechis, regista, sceneggiatore e produttore cinematografico italiano
- 1955 - Claudio Gatti, giornalista italiano
- 1955 - Gigi Masin, compositore italiano
- 1955 - Marco Mete, doppiatore, direttore del doppiaggio e dialoghista italiano
- 1955 - Walter Micallef, cantante maltese
- 1955 - Hassan Rowshan, ex calciatore iraniano
- 1955 - Cheryl Studer, soprano statunitense
- 1956 - Erich Anderson, attore statunitense († 2024)
- 1956 - Owusu Ankomah, artista ghanese († 2025)
- 1956 - Franco Juri, geografo, politico e diplomatico sloveno
- 1956 - Rafael Mariano, politico e attivista filippino
- 1956 - Jeff Merkley, politico statunitense
- 1956 - David Nelson, ex cestista e allenatore di pallacanestro statunitense
- 1956 - Carlo Ottaviano, giornalista italiano
- 1956 - Gloria Saccani Jotti, politica italiana
- 1957 - John Kassir, attore e doppiatore statunitense
- 1957 - Art Monterastelli, sceneggiatore e produttore televisivo statunitense
- 1957 - Ricardo Preve, regista, fotografo e attivista argentino
- 1957 - Martin Weber, ex calciatore svizzero
- 1958 - Dan Anghelescu, allenatore di calcio rumeno
- 1958 - Alain Couriol, ex calciatore francese
- 1958 - Herbert Diess, dirigente d'azienda tedesco
- 1958 - Chip Hooper, ex tennista statunitense
- 1958 - Grigorij Rodčenkov, dirigente pubblico e chimico russo
- 1959 - Alessandro Bovo, ex pugile italiano
- 1959 - Chihiro Fujioka, compositore giapponese
- 1959 - Michelle Lujan Grisham, politica e avvocata statunitense
- 1959 - Rowland S. Howard, musicista australiano († 2009)
- 1959 - Brad Johnson, attore statunitense († 2022)
- 1959 - Yakov Kreizberg, direttore d'orchestra russo († 2011)
- 1959 - Dave Meltzer, giornalista statunitense
- 1959 - Fernando Pinillo, cestista panamense († 2022)
- 1959 - Francesco Antonio Soddu, vescovo cattolico italiano
- 1960 - Ian Baker-Finch, golfista australiano
- 1960 - Ljube Boškoski, politico macedone
- 1960 - Wolfgang Güllich, arrampicatore e alpinista tedesco († 1992)
- 1960 - Bob MacKinnon, allenatore di pallacanestro statunitense
- 1960 - Sergej Pyž'janov, ex tiratore a segno russo
- 1960 - Christoph Schlingensief, drammaturgo e regista teatrale tedesco († 2010)
- 1960 - Joachim Winkelhock, ex pilota automobilistico tedesco
- 1960 - BD Wong, attore statunitense
- 1961 - Mary Bono, politica statunitense
- 1961 - German Chan, imprenditore russo
- 1961 - Myriam Fox-Jerusalmi, ex canoista francese
- 1961 - Felice Invernici, attore e doppiatore italiano
- 1961 - Susan Kilrain, ex astronauta statunitense
- 1962 - Nujoom Al-Ghanem, poetessa e regista emiratina
- 1962 - Abel Antón, ex maratoneta e mezzofondista spagnolo
- 1962 - Jonathan Davies, rugbista a 13, rugbista a 15 e giornalista britannico
- 1962 - Marco Durante, golfista italiano
- 1962 - Rafael Latapia, allenatore di calcio e ex calciatore spagnolo
- 1962 - Jay Novacek, ex giocatore di football americano statunitense
- 1962 - Jan Rafn, ex calciatore norvegese
- 1962 - Riccardo Rossi, attore, personaggio televisivo e comico italiano
- 1962 - Giovanni Sollima, compositore e violoncellista italiano
- 1962 - Guerrino Zanotti, politico sammarinese
- 1963 - Rosana, cantautrice spagnola
- 1963 - Rafael Bobadilla, ex calciatore paraguaiano
- 1963 - Anne Marie Bush, cantante danese
- 1963 - Tima Džebo, cestista jugoslava († 2025)
- 1963 - John Hendrie, ex calciatore e allenatore di calcio scozzese
- 1963 - Giselle Laronde, modella trinidadiana
- 1963 - Yaron Matras, linguista inglese
- 1963 - José Ricardo Pérez, allenatore di calcio e ex calciatore colombiano
- 1963 - Cliff Wright, artista britannico
- 1964 - Hassan Echair, artista marocchino
- 1964 - Frode Grodås, allenatore di calcio e ex calciatore norvegese
- 1964 - Serhat, cantante, produttore discografico e conduttore televisivo turco
- 1964 - Patrick Hunter, ex giocatore di football americano statunitense
- 1964 - Ilijana Jotova, politica bulgara
- 1964 - Doug Lee, ex cestista statunitense
- 1964 - Chiara Sbarigia, manager italiana
- 1964 - Giuseppe Scozzari, politico e avvocato italiano
- 1964 - John Taylor, allenatore di calcio e ex calciatore inglese
- 1964 - Amor Towles, scrittore statunitense
- 1964 - Sabine Verheyen, politica tedesca
- 1964 - Paul Wylie, ex pattinatore artistico su ghiaccio statunitense
- 1965 - Isabelle Berro-Amadeï, magistrata e diplomatica monegasca
- 1965 - Zsuzsa Bánk, scrittrice tedesca
- 1965 - Oliver Grau, storico dell'arte tedesco
- 1965 - Kazuya Igarashi, ex calciatore giapponese
- 1965 - Yasumi Matsuno, autore di videogiochi giapponese
- 1965 - Dave McClain, batterista statunitense
- 1965 - Zoran Mikulić, ex pallamanista e allenatore di pallamano croato
- 1965 - Sandis Prūsis, ex bobbista lettone
- 1966 - Roman Abramovič, imprenditore e politico russo
- 1966 - Abdelmajid Bouyboud, ex calciatore marocchino
- 1966 - Maurizio Colasanti, direttore d'orchestra e compositore italiano
- 1966 - John Frizzell, compositore statunitense
- 1966 - Jing Haipeng, astronauta cinese
- 1966 - Christophe Lagrange, ex calciatore francese
- 1966 - Vágner Mancini, allenatore di calcio e ex calciatore brasiliano
- 1966 - Zahn McClarnon, attore statunitense
- 1966 - Mark Miller, pilota automobilistico e pilota di rally statunitense
- 1966 - Riccardo Niseem Onorato, attore e doppiatore italiano
- 1966 - Andrea Pegoraro, ex astista italiano
- 1966 - Davor Perkat, ex calciatore sloveno
- 1966 - Conrad Pla, attore e ex kickboxer spagnolo
- 1966 - Stefania Salvemini, ex cestista italiana
- 1966 - Matthew Warchus, regista, direttore artistico e sceneggiatore britannico
- 1967 - Laura Barbieri, ex taekwondoka italiana
- 1967 - Deborah Bergamini, politica italiana
- 1967 - Mounir Boukadida, ex calciatore tunisino
- 1967 - Olo Brown, ex rugbista a 15 neozelandese
- 1967 - Stefano Impallomeni, giornalista e ex calciatore italiano
- 1967 - Jacqueline McKenzie, attrice australiana
- 1967 - Esther McVey, politica britannica
- 1967 - Juanito Victor Remulla, politico filippino
- 1967 - Samir Tabaković, allenatore di calcio e ex calciatore bosniaco
- 1967 - Livo Zanardo, giocatore di curling italiano
- 1968 - Giovanni Bia, procuratore sportivo e ex calciatore italiano
- 1968 - Francesco Calzona, allenatore di calcio italiano
- 1968 - Luca Campedelli, imprenditore e dirigente sportivo italiano
- 1968 - Francisco Clavet, allenatore di tennis e ex tennista spagnolo
- 1968 - Osmar Donizete Cândido, ex calciatore brasiliano
- 1968 - Tommy O'Haver, regista e sceneggiatore statunitense
- 1968 - Marco Varrone, illustratore e animatore italiano
- 1969 - Hussein Ammouta, allenatore di calcio e ex calciatore marocchino
- 1969 - Gianluca Beggio, ex pilota automobilistico italiano
- 1969 - María Cruz Díaz, ex marciatrice spagnola
- 1969 - Emma Donoghue, scrittrice, drammaturga e sceneggiatrice irlandese
- 1969 - Jesse Harris, cantante e musicista statunitense
- 1969 - Makiko Kikuta, politica giapponese
- 1969 - Giancarlo Marzano, fumettista e regista televisivo italiano
- 1969 - Giuseppe Matteoni, fumettista e illustratore italiano
- 1969 - Adrián Navarro, attore argentino
- 1969 - Adela Noriega, attrice messicana
- 1969 - Sunao Yoshida, scrittore giapponese († 2004)
- 1970 - José Luis Calderón, ex calciatore argentino
- 1970 - Raúl Esparza, attore e cantante statunitense
- 1970 - Andrew Florent, tennista australiano († 2016)
- 1970 - Ginevra Hollander, attrice pornografica italiana († 2014)
- 1970 - Kiminobu Kimura, ex sciatore alpino giapponese
- 1970 - Stephen Kipkorir, mezzofondista keniota († 2008)
- 1970 - Agostino Li Vecchi, ex cestista e allenatore di pallacanestro italiano
- 1970 - Patrizia Luconi, ex ginnasta italiana
- 1970 - Lorenzo Micelli, allenatore di pallavolo italiano
- 1970 - Paul Mitchell, atleta paralimpico australiano
- 1970 - Patrick Neate, scrittore, sceneggiatore e giornalista britannico
- 1970 - Fabio Petruzzi, allenatore di calcio e ex calciatore italiano
- 1970 - Zenza Raggi, ex attore pornografico marocchino
- 1970 - Andrej Ruzinskij, generale russo
- 1970 - Kjell Storelid, ex pattinatore di velocità su ghiaccio norvegese
- 1970 - Natasa Theodōridou, cantante greca
- 1970 - Maria Grazia Ursino, ex cestista italiana
- 1970 - Fernanda Venturini, ex pallavolista brasiliana
- 1971 - Aldo Cavero, ex calciatore peruviano
- 1971 - Anohni, cantante, compositrice e artista britannica
- 1971 - Dervla Kirwan, attrice irlandese
- 1971 - Simona Pergreffi, politica italiana
- 1971 - Gianmarco Pozzoli, attore e comico italiano
- 1971 - Agent Sawu, ex calciatore zimbabwese
- 1971 - Dale Torborg, ex wrestler e allenatore di baseball statunitense
- 1971 - Marco Zwyssig, ex calciatore svizzero
- 1972 - Monika Barényiová, ex cestista slovacca
- 1972 - Joel Bwalya, ex calciatore zambiano
- 1972 - T.J. Cunningham, giocatore di football americano statunitense († 2019)
- 1972 - Frédéric Déhu, ex calciatore francese
- 1972 - Matt Hemingway, ex altista statunitense
- 1972 - Raelee Hill, attrice australiana
- 1972 - Stephen Susco, sceneggiatore, produttore cinematografico e regista statunitense
- 1972 - Pat Williams, ex giocatore di football americano statunitense
- 1972 - Kim Ji-soo, attrice sudcoreana
- 1973 - Hubert Büchel, politico liechtensteinese
- 1973 - Vincent Candela, ex calciatore francese
- 1973 - Jamie Chua, imprenditrice, stilista e blogger singaporiana
- 1973 - Meelis Friedenthal, scrittore estone
- 1973 - Jérôme Garcès, dirigente sportivo e ex arbitro di rugby a 15 francese
- 1973 - Abdel Halim Ali, allenatore di calcio e ex calciatore egiziano
- 1973 - Kenny Holmes, ex giocatore di football americano statunitense
- 1973 - Madlib, beatmaker, polistrumentista e rapper statunitense
- 1973 - Burgess Jenkins, attore e produttore cinematografico statunitense
- 1973 - Ju Song-il, ex calciatore nordcoreano
- 1973 - Levi Leipheimer, ex ciclista su strada statunitense
- 1973 - Jackie McNamara, allenatore di calcio e ex calciatore scozzese
- 1973 - Tetsuya Shibata, compositore giapponese
- 1973 - Sergej Smetanin, ex ciclista su strada russo
- 1973 - Laura Veirs, cantante statunitense
- 1973 - Jeff Wilson, ex rugbista a 15, crickettista e allenatore di rugby a 15 neozelandese
- 1973 - Iñaki de Miguel, ex cestista spagnolo
- 1974 - Gábor Babos, allenatore di calcio e ex calciatore ungherese
- 1974 - César Aparecido Rodrigues, dirigente sportivo, allenatore di calcio e ex calciatore brasiliano
- 1974 - Corey Dillon, ex giocatore di football americano statunitense
- 1974 - Giulio Favero, bassista, chitarrista e produttore discografico italiano
- 1974 - Frédéric Fouret, ex calciatore francese
- 1974 - Roberto García Orozco, arbitro di calcio messicano
- 1974 - Raffaele Imperiale, mafioso e collaboratore di giustizia italiano
- 1974 - Marios Kkaras, allenatore di calcio e ex calciatore cipriota
- 1974 - Michael Kolganov, canoista israeliano
- 1974 - Antōnīs Kōnstantinidīs, allenatore di pallacanestro e ex cestista cipriota
- 1974 - Jamal Mayers, ex hockeista su ghiaccio canadese
- 1974 - Isko Moreno, politico e attore filippino
- 1974 - Anders Nordin, batterista, polistrumentista e paroliere svedese
- 1974 - Marc Streitenfeld, compositore tedesco
- 1974 - Catherine Sutherland, attrice australiana
- 1974 - Paul Tait, allenatore di calcio e ex calciatore inglese
- 1975 - Juan Pablo Ángel, ex calciatore colombiano
- 1975 - Roland Kökény, canoista ungherese
- 1975 - Rolf Landerl, allenatore di calcio e ex calciatore austriaco
- 1975 - Stokely Mason, ex calciatore trinidadiano
- 1975 - Rune Nilssen, ex calciatore norvegese
- 1975 - Éloïc Peyrache, economista francese
- 1975 - Frank Seator, calciatore liberiano († 2013)
- 1975 - Abuzajd Vismuradov, politico e militare russo
- 1975 - Andrea Zryd, politica svizzera
- 1976 - Vitalij Brun'ko, ex giocatore di calcio a 5 ucraino
- 1976 - Enrico Gabrielli, polistrumentista, compositore e arrangiatore italiano
- 1976 - Cinzia Leone, politica italiana
- 1976 - Matteo Mazzantini, allenatore di rugby a 15, dirigente sportivo e ex rugbista a 15 italiano
- 1976 - Planet Asia, rapper statunitense
- 1976 - Mallika Sherawat, attrice indiana
- 1976 - Petăr Stojčev, ex nuotatore bulgaro
- 1977 - Iván Ania, allenatore di calcio e ex calciatore spagnolo
- 1977 - San Quinn, rapper statunitense
- 1977 - David Callaham, sceneggiatore statunitense
- 1977 - Guillermo Falasca, allenatore di pallavolo e ex pallavolista spagnolo
- 1977 - Rafael Furcal, ex giocatore di baseball dominicano
- 1977 - Iván Kaviedes, ex calciatore ecuadoriano
- 1977 - Álvaro Pintos, ex calciatore uruguaiano
- 1977 - Marie-Hélène Prémont, ex mountain biker e ciclocrossista canadese
- 1977 - Gabrielle Zevin, scrittrice e sceneggiatrice statunitense
- 1978 - Mire Chatman, ex cestista statunitense
- 1978 - Carlos Edwards, allenatore di calcio e ex calciatore trinidadiano
- 1978 - Kelvin Gibbs, ex cestista statunitense
- 1978 - Damon Ming, calciatore britannico
- 1978 - Seth Moulton, politico e militare statunitense
- 1978 - Szilvia Szabó, canoista ungherese
- 1979 - Nader Al Tarhouni, ex calciatore libico
- 1979 - Silvia Benedetti, politica italiana
- 1979 - Luca Ceglie, multiplista italiano
- 1979 - Romain Collin, musicista e compositore francese
- 1979 - Rezart Dabulla, ex calciatore albanese
- 1979 - Julien Dutel, attore, regista e doppiatore francese
- 1979 - Ewelina Flinta, cantante polacca
- 1979 - Vince Fong, politico statunitense
- 1979 - Tiffany Hoversten, ex sciatrice alpina statunitense
- 1979 - Marijonas Petravičius, ex cestista lituano
- 1979 - Faride Raful, avvocato, politica e conduttrice radiofonica dominicana
- 1979 - Rui Orlando Ribeiro Santos Neto, ex calciatore portoghese
- 1980 - Matthew Amoah, allenatore di calcio e ex calciatore ghanese
- 1980 - Josh Fisher, ex cestista e allenatore di pallacanestro statunitense
- 1980 - Federico Galliano, attore e regista teatrale italiano
- 1980 - Jan Hartmann, attore tedesco
- 1980 - Valentina Melis, attrice e conduttrice televisiva italiana
- 1980 - Mario Mijatović, calciatore croato
- 1980 - Milovan Milović, allenatore di calcio e ex calciatore serbo
- 1980 - Monica, cantante e attrice statunitense
- 1980 - Anna Montañana, ex cestista e allenatrice di pallacanestro spagnola
- 1980 - Zac Posen, stilista statunitense
- 1980 - Christian Vander, allenatore di calcio e ex calciatore tedesco
- 1980 - Casey Wilson, attrice, comica e sceneggiatrice statunitense
- 1981 - Younis Al-Mushaifri, calciatore omanita
- 1981 - Kemal Aslan, ex calciatore turco
- 1981 - Hanna Bacjuška, ex sollevatrice bielorussa
- 1981 - Chris Booker, ex cestista statunitense
- 1981 - Sebastián Bueno, ex calciatore argentino
- 1981 - Choi Byung-chul, schermidore sudcoreano
- 1981 - Rolando Escobar, ex calciatore panamense
- 1981 - Drew Gooden, ex cestista statunitense
- 1981 - Jill Kintner, mountain biker e ciclista di BMX statunitense
- 1981 - Fernando Leal, ex calciatore brasiliano
- 1981 - Florian Philippot, politico francese
- 1981 - Omar Quintanilla, giocatore di baseball statunitense
- 1981 - Jemima Rooper, attrice britannica
- 1981 - Valeria Rosso, pallavolista italiana
- 1981 - Antonino Sutera, danzatore italiano
- 1981 - Tila Tequila, personaggio televisivo, cantante e pornostar statunitense
- 1982 - Adel Abbas, ex calciatore bahreinita
- 1982 - Marta Avogadri, ex velocista italiana
- 1982 - Fairuz Fauzy, pilota automobilistico malese
- 1982 - Sakīs Giannakopoulos, allenatore di pallacanestro e ex cestista greco
- 1982 - Katarzyna Karasińska, ex sciatrice alpina polacca
- 1982 - Liu Li Yang, cantante cinese
- 1982 - Víctor Moya, altista cubano
- 1982 - Zbyněk Pospěch, calciatore ceco
- 1982 - Ricardo André, ex calciatore portoghese
- 1983 - Chris Ayer, ex cestista statunitense
- 1983 - Mikkel Beckmann, allenatore di calcio e ex calciatore danese
- 1983 - Marius Broening, velocista tedesco
- 1983 - V V Brown, cantante britannica
- 1983 - Chris Colabello, ex giocatore di baseball statunitense
- 1983 - Willie Fa'ataualofa, calciatore samoano americano
- 1983 - Alessio Galante, ex rugbista a 15 italiano
- 1983 - Adrienne Bailon, attrice, cantautrice e conduttrice televisiva statunitense
- 1983 - Davor Lamešić, ex cestista bosniaco
- 1983 - Lucia Manca, cantautrice italiana
- 1983 - Sacha Massot, ex cestista e allenatore di pallacanestro belga
- 1983 - François Morlupi, scrittore italiano
- 1983 - Shiva N'Zigou, ex calciatore gabonese
- 1983 - Sabrina Pignedoli, politica e giornalista italiana
- 1983 - Marco Rizzo, sceneggiatore, fumettista e giornalista italiano
- 1984 - Antonio Ferreira de Oliveira Junior, ex calciatore brasiliano
- 1984 - Tunha, giocatore di calcio a 5 portoghese
- 1984 - Sultana Frizell, ex martellista canadese
- 1984 - Anton Gavel, ex cestista e allenatore di pallacanestro slovacco
- 1984 - Jonas Gustavsson, hockeista su ghiaccio svedese
- 1984 - Kaela Kimura, cantante e modella giapponese
- 1984 - Christophe Lepoint, ex calciatore belga
- 1984 - Sara Pastore, calciatrice svizzera
- 1984 - Christian Reif, lunghista tedesco
- 1984 - Fredrika Stahl, cantautrice svedese
- 1984 - Getulio Vaca Diez, ex calciatore boliviano
- 1984 - Willem Van Schuerbeeck, maratoneta belga
- 1984 - Javier Zamora, allenatore di pallacanestro spagnolo
- 1985 - Angela Asare, modella ghanese
- 1985 - Dimo Atanasov, allenatore di calcio e ex calciatore bulgaro
- 1985 - Lionel Beauxis, rugbista a 15 francese
- 1985 - Nilay Benli, pallavolista turca
- 1985 - Marina Cava, ex cestista argentina
- 1985 - Choe Yun-a, ex cestista e allenatrice di pallacanestro sudcoreana
- 1985 - Robert Cornthwaite, ex calciatore australiano
- 1985 - Thomas Matton, allenatore di calcio e ex calciatore belga
- 1985 - Nguyễn Anh Đức, calciatore vietnamita
- 1985 - Georgian Păun, calciatore rumeno
- 1985 - Tim Pocock, attore australiano
- 1985 - Wayne Rooney, allenatore di calcio e ex calciatore inglese
- 1985 - Thais Souza Wiggers, modella e showgirl brasiliana
- 1985 - Marco Venuto, cestista italiano
- 1985 - Aljoša Vojnović, ex calciatore croato
- 1985 - Giordan Watson, cestista statunitense
- 1985 - Oscar Wendt, ex calciatore svedese
- 1985 - Jordi Xumetra, calciatore spagnolo
- 1985 - Andro Švrljuga, calciatore croato
- 1986 - Franziska Bertels, bobbista tedesca
- 1986 - Federico Bocchia, ex nuotatore italiano
- 1986 - Vitalij Buc, ex ciclista su strada ucraino
- 1986 - Niko Bungert, ex calciatore tedesco
- 1986 - Dániel Böde, calciatore ungherese
- 1986 - Alejandro Donatti, calciatore argentino
- 1986 - Drake, rapper, cantautore e produttore discografico canadese
- 1986 - Olivier Siegelaar, canottiere olandese
- 1986 - Pedro Pablo Hernández, calciatore argentino
- 1986 - Larissa Hofer, ex sciatrice alpina italiana
- 1986 - Oliver Jackson-Cohen, attore e modello britannico
- 1986 - Anna Lapuščenkova, tennista russa
- 1986 - Tihomir Novak, giocatore di calcio a 5 croato
- 1986 - Nobuhiko Okamoto, doppiatore giapponese
- 1986 - Johan Oremo, calciatore svedese
- 1986 - John Ruddy, calciatore inglese
- 1986 - Ihar Šytaŭ, ex calciatore bielorusso
- 1986 - Evelyn Vicchiarello, giocatrice di calcio a 5 e ex calciatrice italiana
- 1987 - Kwame Adjeman-Pamboe, ex calciatore statunitense
- 1987 - Federico Biaggi, pilota motociclistico italiano
- 1987 - Matías Fidel Castro, calciatore uruguaiano
- 1987 - Jeremy Evans, cestista statunitense
- 1987 - Amir Gurbani, calciatore turkmeno
- 1987 - Anaël Lardy, ex cestista francese
- 1987 - Balep Ba Ndoumbouk, ex calciatore camerunese
- 1987 - Raquel Pomplun, modella e attrice statunitense
- 1987 - Martin Pušić, ex calciatore austriaco
- 1987 - Mark Scherenberg, giocatore di football americano tedesco
- 1987 - Anthony Vanden Borre, ex calciatore belga
- 1987 - Aagje Vanwalleghem, ex ginnasta belga
- 1987 - Charlie White, ex danzatore su ghiaccio statunitense
- 1988 - Ibsen Castro, calciatore salvadoregno
- 1988 - Deng Zhuoxiang, allenatore di calcio e ex calciatore cinese
- 1988 - Eduardo Neto, calciatore brasiliano
- 1988 - Emilia Fahlin, ciclista su strada svedese
- 1988 - Chris Forcier, giocatore di football americano statunitense
- 1988 - Chris Goulding, cestista australiano
- 1988 - Tarek Hamed, calciatore egiziano
- 1988 - Chris Hogan, ex giocatore di football americano statunitense
- 1988 - Julija Kalina, sollevatrice ucraina
- 1988 - Omar Kavak, calciatore olandese
- 1988 - Luka Lapornik, cestista sloveno
- 1988 - Christopher Linke, marciatore tedesco
- 1988 - Jaime Mata, calciatore spagnolo
- 1988 - Ivan Mitrov, calciatore macedone
- 1988 - Antonio Ríos, ex calciatore messicano
- 1988 - Aleksandr Volkov, artista marziale misto russo
- 1989 - Dionysia Alexandrī, cestista greca
- 1989 - Carmen Aub, attrice messicana
- 1989 - Mustapha Bangura, ex calciatore sierraleonese
- 1989 - Armin Bačinović, ex calciatore sloveno
- 1989 - Ken Brown, cestista statunitense
- 1989 - Will Bruin, ex calciatore statunitense
- 1989 - David Castañeda, attore statunitense
- 1989 - Jack Colback, calciatore inglese
- 1989 - Anderson Conceição, calciatore brasiliano
- 1989 - B.J. Daniels, ex giocatore di football americano statunitense
- 1989 - Cristian Gamboa, calciatore costaricano
- 1989 - Carlos Gimeno, tuffatore spagnolo
- 1989 - Shenae Grimes, attrice canadese
- 1989 - Maren Hammerschmidt, biatleta tedesca
- 1989 - Eric Hosmer, giocatore di baseball statunitense
- 1989 - PewDiePie, youtuber svedese
- 1989 - Nadia Kounda, attrice marocchina
- 1989 - Masato Kurogi, ex calciatore giapponese
- 1989 - Jared Moore, pallavolista statunitense
- 1989 - YeYe, cantante e cantautrice giapponese
- 1989 - Márk Orosz, ex calciatore ungherese
- 1989 - Jon Ander Serantes, calciatore spagnolo
- 1989 - Ognjen Vranješ, calciatore bosniaco
- 1989 - Wira Wama, calciatore papuano
- 1990 - Kirby Bliss Blanton, attrice e modella statunitense
- 1990 - İlkay Gündoğan, calciatore tedesco
- 1990 - Hege Hansen, calciatrice norvegese
- 1990 - Mohammed Jahfali, calciatore saudita
- 1990 - Jake Knott, giocatore di football americano statunitense
- 1990 - Magnus Nedregotten, giocatore di curling norvegese
- 1990 - Florian Niederlechner, calciatore tedesco
- 1990 - Danilo Petrucci, pilota motociclistico italiano
- 1990 - Matteo Piano, ex pallavolista italiano
- 1990 - Federica Sanfilippo, fondista e biatleta italiana
- 1990 - Peyton Siva, ex cestista statunitense
- 1990 - Anthony Uribe, calciatore venezuelano
- 1990 - Nikola Vučević, cestista montenegrino
- 1991 - Tom Adeyemi, ex calciatore inglese
- 1991 - Torstein Andersen Aase, ex calciatore e ex giocatore di calcio a 5 norvegese
- 1991 - Danilo Barthel, ex cestista tedesco
- 1991 - Brian Behrendt, calciatore tedesco
- 1991 - Bernard Berisha, calciatore kosovaro
- 1991 - Porntip Buranaprasertsuk, giocatrice di badminton thailandese
- 1991 - Iván Cruz, cestista spagnolo
- 1991 - Viola Diodati, ex cestista italiana
- 1991 - Bojan Dubljević, cestista montenegrino
- 1991 - Kelvin Gastelum, artista marziale misto statunitense
- 1991 - Giacomo Gianni, pallanuotista italiano
- 1991 - Luke Hyam, allenatore di calcio e ex calciatore inglese
- 1991 - Yarmak, cantante e rapper ucraino
- 1991 - Sadat Karim, calciatore ghanese
- 1991 - Darren Murray, calciatore nordirlandese
- 1991 - Álvaro Peña Herrero, calciatore spagnolo
- 1991 - Domagoj Pušić, calciatore croato
- 1991 - Fabian Schleusener, calciatore tedesco
- 1991 - Diego Sosa, calciatore argentino
- 1991 - Igor Stanojević, calciatore serbo
- 1991 - Tristan-Samuel Weissborn, ex tennista austriaco
- 1992 - Tadelech Bekele, maratoneta etiope
- 1992 - Omar Colley, calciatore gambiano
- 1992 - Filippo Contri, attore italiano
- 1992 - Uroš Ćosić, calciatore serbo
- 1992 - Ding Liren, scacchista cinese
- 1992 - Thelma Fardin, attrice argentina
- 1992 - Phil Greene, cestista statunitense
- 1992 - Lazar Ivić, calciatore serbo
- 1992 - Florian Kainz, calciatore austriaco
- 1992 - Mariana Larroquette, calciatrice argentina
- 1992 - Nicolas Saint-Ruf, calciatore francese
- 1992 - Alexander Scholz, calciatore danese
- 1992 - Charlie Vickers, attore australiano
- 1992 - Shelina Zadorsky, calciatrice canadese
- 1993 - Mariafe Artacho del Solar, giocatrice di beach volley australiana
- 1993 - Jennifer Batu, martellista francese
- 1993 - Germain Berthé, calciatore maliano
- 1993 - Oleksandr Bondar, tuffatore ucraino
- 1993 - Ramiro Carrera, calciatore argentino
- 1993 - Imoh Ezekiel, calciatore nigeriano
- 1993 - Rachel Hollivay, cestista statunitense
- 1993 - R.J. Hunter, ex cestista e allenatore di pallacanestro statunitense
- 1993 - Nabil Jeffri, ex pilota automobilistico malese
- 1993 - Adam Shaheen, giocatore di football americano statunitense
- 1993 - Farida Waller, modella tailandese
- 1994 - Audrey Albié, tennista francese
- 1994 - Miguel Araujo, calciatore peruviano
- 1994 - Bruma, calciatore guineense
- 1994 - David Chaves Jiménez, giocatore di football americano spagnolo
- 1994 - Jack Connors, calciatore irlandese
- 1994 - Martin Fritz, combinatista nordico austriaco
- 1994 - Craig Xen, rapper statunitense
- 1994 - Stefano Gozzo, pallavolista italiano
- 1994 - Nachjaree Horvejkul, attrice e cantante thailandese
- 1994 - Mathieu Jaminet, pilota automobilistico francese
- 1994 - Jordan Jones, calciatore nordirlandese
- 1994 - Krystal, cantante e attrice sudcoreana
- 1994 - James Lichtenstein, tuffatore statunitense
- 1994 - Andrija Luković, calciatore serbo
- 1994 - Tereza Martincová, tennista ceca
- 1994 - Sean O'Malley, artista marziale misto statunitense
- 1994 - Jalen Ramsey, giocatore di football americano statunitense
- 1994 - Naomichi Ueda, calciatore giapponese
- 1994 - Giuseppe della Vecchia, giocatore di football americano italiano
- 1994 - Vidit Gujrathi, scacchista indiano
- 1994 - Taylor Widener, giocatore di baseball statunitense
- 1995 - Dejvi Bregu, calciatore albanese
- 1995 - Ania Monica Caill, sciatrice alpina rumena
- 1995 - Austin Crute, attore statunitense
- 1995 - Shōta Fukuoka, calciatore giapponese
- 1995 - Ivan Kostić, calciatore serbo
- 1995 - Ashton Sanders, attore statunitense
- 1995 - Paul White, cestista statunitense
- 1996 - Qismət Alıyev, calciatore azero
- 1996 - Aleksa Amanović, calciatore macedone
- 1996 - Geordie Beamish, mezzofondista neozelandese
- 1996 - Martina Borg, calciatrice maltese
- 1996 - Jaylen Brown, cestista statunitense
- 1996 - Rafael Devers, giocatore di baseball dominicano
- 1996 - Océane Dodin, tennista francese
- 1996 - Athar El Tahir, calciatore sudanese
- 1996 - Joffre Escobar, calciatore ecuadoriano
- 1996 - Lindsay Flory, pallavolista statunitense
- 1996 - Tamino, cantante, musicista e modello belga
- 1996 - James Gallagher, artista marziale misto britannico
- 1996 - Zoe Hives, tennista australiana
- 1996 - Hervé Kabasele, cestista della Repubblica Democratica del Congo
- 1996 - Lee Soo-kyung, attrice sudcoreana
- 1996 - Joana Marchão, calciatrice portoghese
- 1996 - Garrison Mathews, cestista statunitense
- 1996 - Dmitrij Popko, tennista russo
- 1996 - Kerwin Roach, cestista statunitense
- 1996 - Kyla Ross, ex ginnasta statunitense
- 1996 - Aminatou Seyni, velocista nigerina
- 1996 - Ian Yi, attore, cantante e ballerino taiwanese
- 1997 - Edson Álvarez, calciatore messicano
- 1997 - Bron Breakker, wrestler e ex giocatore di football americano statunitense
- 1997 - Claudia Fragapane, ginnasta britannica
- 1997 - Cristo González, calciatore spagnolo
- 1997 - Raye, cantautrice britannica
- 1997 - Sera Kutlubey, attrice turca
- 1997 - Elvin Oliva, calciatore honduregno
- 1997 - Martina Peterlini, sciatrice alpina italiana
- 1998 - Mateo Coronel, calciatore argentino
- 1998 - Daya, cantautrice statunitense
- 1998 - Josh Earl, calciatore inglese
- 1998 - Maria Møller Thomsen, calciatrice danese
- 1998 - Luis Olivera, calciatore argentino
- 1998 - Arvi Savolainen, lottatore finlandese
- 1998 - Imelda Ximenes Belo, nuotatrice est-timorese
- 1999 - Shunta Araki, calciatore giapponese
- 1999 - Lauren Bate, ex pistard britannica
- 1999 - Mirza Delimeđac, calciatore serbo
- 1999 - Elli Pikkujämsä, calciatrice finlandese
- 1999 - Mustafa Alfadni, calciatore sudanese
- 1999 - Vítor Jacaré, calciatore brasiliano
- 1999 - Amon-Ra St. Brown, giocatore di football americano statunitense
- 1999 - Dujon Sterling, calciatore inglese
- 2000 - Camilo Albornoz, calciatore argentino
- 2000 - Ezequiel Busquets, calciatore uruguaiano
- 2000 - Derya Cebecioğlu, pallavolista turca
- 2000 - Lewis Davey, velocista britannico
- 2000 - Athenea del Castillo, calciatrice spagnola
- 2000 - Dīmītrios Emmanouīlidīs, calciatore greco
- 2000 - Judah García, calciatore trinidadiano
- 2000 - Michelle Gulyás, pentatleta ungherese
- 2000 - Jhilmar Lora, calciatore peruviano
- 2000 - Sofia Meneghini, calciatrice italiana
- 2000 - August Mikkelsen, calciatore norvegese
- 2000 - Giovanni Montemauri, rugbista a 15 italiano
- 2000 - Fernando Niño, calciatore spagnolo
- 2000 - Wayne Pinnock, lunghista giamaicano
- 2000 - Amélie Rotar, pallavolista francese
- 2000 - Nándor Tamás, calciatore rumeno

## XXI secolo(25)
- 2001 - Celin Bizet Ildhusøy, calciatrice norvegese
- 2001 - Jack Lahne, calciatore svedese
- 2001 - Leonardo Menjívar, calciatore salvadoregno
- 2001 - Esteban Obregón, calciatore argentino
- 2001 - Võ Minh Trọng, calciatore vietnamita
- 2001 - Wang Zongyuan, tuffatore cinese
- 2002 - Ado, cantante giapponese
- 2002 - Cole Bishop, giocatore di football americano statunitense
- 2002 - Giovanni Frattini, giavellottista italiano
- 2002 - Mayssa Guermoud, nuotatrice artistica francese
- 2002 - Matías Lacava, calciatore venezuelano
- 2002 - Al-Jezoli Nouh, calciatore sudanese
- 2002 - Malcolm Viltard, calciatore francese
- 2002 - Maia Weintraub, schermitrice statunitense
- 2003 - Zeno Debast, calciatore belga
- 2003 - Axel Källberg, ciclista su strada e pistard finlandese
- 2003 - Lorenzo Malagrida, calciatore italiano
- 2003 - Benjamín Schamine, calciatore argentino
- 2003 - Dor Turgeman, calciatore israeliano
- 2003 - Radek Vítek, calciatore ceco
- 2004 - Franziska Kett, calciatrice tedesca
- 2005 - Jeremy Agbonifo, calciatore svedese
- 2005 - Maximiliano Pinela, calciatore uruguaiano
- 2006 - Agustín Medina, calciatore argentino
- 2006 - Luca Regiardo, calciatore argentino